# Echinolaena
Echinolaena és un gènere de plantes de la família de les poàcies, ordre de les poals, subclasse de les commelínides, classe de les liliòpsides, divisió dels magnoliofitins.

## Taxonomia
- Echinolaena brachystachya (Trin.) Kunth
- Echinolaena ecuadoriana Filg.
- Echinolaena gracilis Swallen
- Echinolaena inflexa (Poir.) Chase
- Echinolaena loliacea (Bert.) Kunth
- Echinolaena madagascariensis Baker
- Echinolaena minarum (Nees) Pilg.
- Echinolaena navicularis (Nees) Kunth
- Echinolaena nemorosa (Sw.) Kunth
- Echinolaena oplismenoides (Munro ex Döll) Stieber
- Echinolaena polystachya Kunth
- Echinolaena procurrens (Nees ex Trin.) Kunth
- Echinolaena scabra Kunth
  - Echinolaena scabra var. ciliata A. St.-Hil.
- Echinolaena standleyi (Hitchc.) Stieber

(vegeu-ne una relació més exhaustiva a Wikispecies)

## Sinònims
Chasechloa A. Camus, 
Echinochlaena Spreng., orth. var.